# Ternopilj
Ternopilj ili Ternopolj (ukrajinski: Тернопіль, ruski: Тернополь, hebrejski: טרנופול, njemački Ternopil, poljski: Tarnopol) je grad u zapadnoj Ukrajini središte Ternopiljske oblasti.

## Povijest
Grad je osnovao 1540. Jan Amor Tarnowski poljsko-litavski vođa, a grad je osnovan kao poljsko vojno uporište i dvorac. 1544. izgrađen je Ternopiljski dvorac i odbija svoj prvi Tatarski napad 1548. godine. Ternopilj dobiva gradska prava od kralja Žigmunda Poljskog. Godine 1567. gradom upravlja obitelj Ostrogski. Godine 1575. grad su opljačkali Tatari. 1623. godine gradom počinje upravljati obitelj Zamojski.
U 17. stoljeću grad je skoro uništen u Hmeljnickom ustanku kada je pobijena i protjerana većina židovskog stanovništva. Ternopilj su gotovo u potpunosti uništili Turci i Tatari 1675. godine, a obnovio ga je Aleksander Koniecpolski ali nije se vratila njegova slava iz prošlosti sve do Marie Casimire žene kralja Jana III. Sobjeskog 1690. godine.

## Zemljopis
Ternopilj se nalazi u središnjoj Ukrajini na rijeci Seret, udaljena 367 km od Kijeva, 486 km željeznicom i 418 km cestom.

## Stanovništvo
Po službenom popisu stanovništva iz 2001. godine grad je imao 227.755 stanovnika, prema procjeni stanovništva iz 2009. godine grad je imao 215.861 stanovnika.

### Etnički sastav
Prema podacima iz 2007. godine etnički sastav je sljedeći:
- Ukrajinci 91,2%
- Rusi 7,1 %
- Poljaci 0,5 %
- Bjelorusi 0,3 %
- Židovi 0,3 %
- ostali 0,5 %

## Gradovi prijatelji
- Radom, Poljska
- Tarnów, Poljska
- Elbląg, Poljska
- Sliven, Bugarska
- Yonkers, New York, SAD

## Poznate osobe
- Ljubomir Huzar, ukrajinski grkokatolički biskup
- Stanisław Koniecpolski, poljski vladar
- Kazimierz Ajdukiewicz, poljski filozof, matematičar i logičar

## Galerija
- Škola
- Ternopiljski dvorac
- Zgrada središta Ternopiljske oblasti

## Vanjske poveznice
- Službena stranica grada
- Fotografije grada  Arhivirana inačica izvorne stranice od 17. srpnja 2007. (Wayback Machine)

### Ostali projekti
|  | Zajednički poslužitelj ima još gradiva o temi Ternopilj |